# Marnaz
Marnaz ist eine französische Gemeinde im Département Haute-Savoie in der Region Auvergne-Rhône-Alpes.

## Geographie
Marnaz liegt auf rund 500 m, etwa auf halbem Weg zwischen Bonneville und Cluses, 33 Kilometer südöstlich der Stadt Genf (Luftlinie). Das Dorf erstreckt sich am südlichen Rand des breiten Arvetals, in den Savoyer Alpen am Nordfuß der Chaîne du Bargy (Teil der Bornes-Alpen), im Faucigny.
Die Fläche des 9,02 km² großen Gemeindegebiets umfasst einen Abschnitt des mittleren Arvetals. Die nördliche Grenze verläuft im Bereich der Talaue der Arve, die hier in einer breiten Talniederung von Osten nach Westen fließt. Von der Talaue erstreckt sich das Gemeindeareal südwärts über die Schwemmebene und den Schwemmkegel des Dorfbachs von Marnaz. In einem schmalen Streifen reicht der Gemeindeboden über den steilen Waldhang bis zum Bergsee Lac Bénit und auf die schroffen Kalkgipfel der Chaîne du Bargy. Auf der Krete dieses Gebirgsmassivs wird mit 2098 m die höchste Erhebung von Marnaz erreicht.
Zu Marnaz gehören die Weiler Hermy (490 m) am Südrand der Arveebene und Blanzy (585 m) am Bach oberhalb des Dorfes. Nachbargemeinden von Marnaz sind Thyez im Norden, Scionzier im Osten, Le Reposoir im Süden sowie Mont-Saxonnex und Vougy im Westen.

## Geschichte
Das Gemeindegebiet von Marnaz war bereits zur Römerzeit besiedelt. Erstmals wird der Ort im 12. Jahrhundert erwähnt. Der Name ist vom französischen Wort marne (Mergel) abgeleitet. Im Mittelalter gehörte Marnaz zur Herrschaft Faucigny. Als Teil der Dauphiné gelangte der Ort 1349 an Frankreich, wurde aber im Vertrag von Paris (1355) in einem Länderabtausch an die Grafen von Savoyen abgegeben. Danach teilte Marnaz das Schicksal Savoyens. Erst im Jahre 1866 wurde Marnaz, das vorher Teil von Scionzier war, zu einer eigenständigen Gemeinde erhoben, nachdem es bereits 1848 eine eigene Pfarrei geworden war.

## Sehenswürdigkeiten
Die Dorfkirche Saint-Pierre wurde von 1848 bis 1851 erbaut. 

## Bevölkerung
| Jahr                       | 1962 | 1968 | 1975 | 1982 | 1990 | 1999 | 2006 |
| Einwohner                  | 2298 | 2565 | 2949 | 3595 | 4019 | 4442 | 5111 |
| Quellen: Cassini und INSEE |      |      |      |      |      |      |      |

Mit 5920 Einwohnern (Stand 1. Januar 2022) gehört Marnaz zu den mittelgroßen Gemeinden des Département Haute-Savoie. In den letzten Jahrzehnten wurde ein markantes Bevölkerungswachstum verzeichnet. Außerhalb des alten Ortskerns entstanden zahlreiche Ein- und Mehrfamilienhausquartiere sowie Gewerbezonen.

## Wirtschaft und Infrastruktur
Marnaz war bis weit ins 20. Jahrhundert hinein ein vorwiegend durch die Landwirtschaft geprägtes Dorf. Heute gibt es zahlreiche Betriebe des Klein- und Mittelgewerbes. In der Talebene nördlich des Dorfes hat sich eine große Gewerbe- und Industriezone entwickelt. Hier ließen sich Unternehmen der Automobilindustrie, des Metallbaus, des Baugewerbes und der Feinmechanik nieder. Viele Erwerbstätige sind auch Wegpendler, die in den größeren Ortschaften der Umgebung ihrer Arbeit nachgehen.
Die Ortschaft ist verkehrsmäßig sehr gut erschlossen. Sie liegt an der Hauptstraße N205, die von Annemasse nach Cluses führt. Weitere Straßenverbindungen bestehen mit Thyez, Scionzier, Le Reposoir und Mont-Saxonnex. Der nächste Anschluss an die Autobahn A40 befindet sich in einer Entfernung von rund vier km.

## Gemeindepartnerschaft
- Quincinetto, Italien,  seit 1996